# Perle per porci
Perle per porci è un album di cover del gruppo musicale italiano Giorgio Canali & Rossofuoco, pubblicato nel 2016.

## Tracce
1. Pesci e sedie (Fish and chair)
2. A.F.C. (Angelo Fausto Coppi)
3. Tutto è così semplice
4. Un giorno come tanti
5. Canzone Dada
6. Lacrimogeni
7. Mi vuoi bene o no? (cover di Angela Baraldi)
8. Buon anno (cover di Faust'O)
9. Storie di ieri (cover di Francesco De Gregori)
10. Richiamo (Recall)
11. F-104 (cover di Eugenio Finardi)
12. Gambe di Abebe
13. Luna viola (cover del Santo Niente)

## Formazione
Gruppo
- Giorgio Canali – voce e chitarre
- Stewie DalCol – chitarre
- Marco Greco – basso, chitarre e cori
- Luca Martelli – batteria e cori

Altri musicisti
- Angela Baraldi – cori in Pesci e sedie (Fish and chair)
- Ale Morini – cori in Un giorno come tanti
- Gigi Ramone – cori in Mi vuoi bene o no?